# Bleistiftverlängerer
Ein Bleistiftverlängerer ermöglicht es, den Rest eines Bleistiftes auch dann noch weiter zu benutzen, wenn dieser nicht mehr oder nicht mehr angenehm in der Hand geführt werden kann. Man steckt hierzu den Rest des Stiftes in einen verlängerten Haltegriff und kann so fast bis zum oberen Ende des Bleistifts damit weiterschreiben.

## Geschichte
In einer Zeit, in der Rohstoffe noch nicht so erschwinglich waren, wie dies heutzutage der Fall ist, waren Bleistiftverlängerungen häufig benutzte Büroartikel, die teilweise auch zu Werbezwecken verschenkt wurden. Bleistiftverlängerungen gibt es spätestens seit dem zweiten Viertel des 20. Jahrhunderts, wahrscheinlich jedoch schon früher.